# Vaterpolski klub Dubrovački veterani
Vaterpolski klub Dubrovački veterani je vaterpolski klub iz Dubrovnika.
Klupsko sjedište je na adresi Put Republike 11, Dubrovnik.

## Klupski uspjesi
Na Svjetskom vaterpolskom prvenstvu za veterane, održanom na Novom Zelandu 2002. godine vaterpolisti VK Dubrovački veterani osvojili su zlatnu medalju.
Na vaterpolskom turniru 7. Svjetskih veteranskih igara 2009. u australskom gradu Sydney, u kategoriji +35, vaterpolisti VK Dubrovački veterani osvojili su novu zlatnu medalju.
Zlato u Sydneyu je osvojeno u sastavu: Đuro Štrurica, Dubravko Šimenc, Željko Mage, Maro Šušić, Antonio Milat, Božidar Plazonić, Robert Tiozzo, Maro Bijač, Božo Lujo, Miho Klaić, Saša Borojević, Željko Margaretić, Tonko Karaman i Olaf John. Treneri ekipe bili su Ivica Dabrović i Niko Matušić